# Niceto Alcalá-Zamora
Niceto Alcalá-Zamora född 6 juli 1877, död 18 februari 1949, var en spansk politiker.

## Biografi
Alcalá-Zamora blev premiärminister i Spanien 1931 efter Alfons XIII:s abdikation och blev därefter president i den andra spanska republiken mellan 11 december 1931 och 7 april 1936. Han avsattes efter misslyckade medlingsförsök och tvingades kort därefter i exil, han levde bland annat i Argentina.